# Xenomastax
Xenomastax är ett släkte av insekter. Xenomastax ingår i familjen Euschmidtiidae.
Kladogram enligt Catalogue of Life:
| Xenomastax | \| \| Xenomastax miserabilis \| \| \| \| \| \| Xenomastax wintreberti \| \| \| \| |
|            | \| \| Xenomastax miserabilis \| \| \| \| \| \| Xenomastax wintreberti \| \| \| \| |
|            | Xenomastax miserabilis                                                            |
|            |                                                                                   |
|            | Xenomastax wintreberti                                                            |
|            |                                                                                   |